# Rudniški potok, Rača
Rudniški potok, tudi Hujski potok, je potok, ki izvira v okolici vasi Rudnik pri Radomljah in teče skozi Arboretum Volčji Potok. V bližini naselja Hudo se preimenuje v Hujski potok in teče skozi Radomlje, Turnše in Dob pri Domžalah, kjer se izliva v reko Račo, ta pa se nato kot levi pritok izliva v reko Kamniška Bistrica. 
Dolg je 9 km. V gornjem toku občasno poplavlja. V spodnjem toku izgubi precej vode, saj napaja podtalnico prodnega nanosa severno od Doba.